# Copa Mundial de Fútbol Sub-17 de 2017
La XVII Copa Mundial de Fútbol Sub-17 fue el torneo de selecciones nacionales de fútbol juvenil que se llevó a cabo del 6 al 28 de octubre de 2017. El país que acogió el evento fue India, que fue designado el 5 de diciembre de 2013. En el campeonato, participaron jugadores de la categoría sub-17; en este caso, los nacidos a partir del 1 de enero de 2000. 
El campeón del torneo fue la selección de Inglaterra, que logró su primer título en esta categoría al golear a la selección de España en la final por 5 a 2.
Nigeria no pudo defender su título debido a que no avanzó en las rondas clasificatorias de la CAF.

## Candidaturas oficiales
La FIFA preguntó a las asociaciones miembros si deseaban ser sede de los mundiales juveniles o la Copa Mundial de Fútbol Playa en 2017, debían de enviar una declaración de intereses antes del 15 de mayo de 2013. Los siguientes países presentaron su candidatura para organizar el torneo en mayo de 2013:
- Azerbaiyán
- India
- Irlanda
- Sudáfrica
- Uzbekistán

## Sedes
Nueve ciudades presentaron inicialmente su intención de albergar una de las sedes del torneo, Delhi, Pune, Bombay, Margao, Bangalore, Calcuta, Cochín, Guwahati y Navi Mumbai. Después de la recepción del informe técnico de la FIFA, la AIFF designó como sedes de la Copa Mundial de Fútbol Sub-17 de 2017 a las ciudades de Kochi, Delhi, Mumbai, Guwahati, Margao y Calcuta.
| India                                                  | India                                      | India                                      | India                                            |
| ------------------------------------------------------ | ------------------------------------------ | ------------------------------------------ | ------------------------------------------------ |
| Navi Mumbai Nueva Delhi Calcuta Cochín Margao Guwahati | Nueva Delhi                                | Navi Mumbai                                | Calcuta                                          |
| Navi Mumbai Nueva Delhi Calcuta Cochín Margao Guwahati | Estadio Jawaharlal Nehru Capacidad: 60.000 | Estadio DY Patil Capacidad: 55.000         | Yuva Bharati Krirangan Capacidad: 68.000         |
| Navi Mumbai Nueva Delhi Calcuta Cochín Margao Guwahati |                                            |                                            |                                                  |
| Navi Mumbai Nueva Delhi Calcuta Cochín Margao Guwahati | Margao                                     | Cochín                                     | Guwahati                                         |
| Navi Mumbai Nueva Delhi Calcuta Cochín Margao Guwahati | Estadio Fatorda Capacidad: 35.000          | Estadio Jawaharlal Nehru Capacidad: 55.000 | Estadio Atlético Indira Gandhi Capacidad: 35.000 |
| Navi Mumbai Nueva Delhi Calcuta Cochín Margao Guwahati |                                            |                                            |                                                  |

## Árbitros
| Confederación | Árbitro               | Asistentes                               | Árbitra de apoyo               |
| ------------- | --------------------- | ---------------------------------------- | ------------------------------ |
| AFC           | Muhammad Bin Jahari   | Lee Tzu Liang Min Kiat Koh               | Ri Hyang-Ok                    |
| AFC           | Ryūji Satō            | Toru Sagara Hiroshi Yamauchi             | Ri Hyang-Ok                    |
| AFC           | Nawaf Shukralla       | Yaser Tulefat Ebrahim Saleh              | Ri Hyang-Ok                    |
| CAF           | Mehdi Abid Charef     | Abdelhak Etchiali Anouar Hmila           | Gladys Lengwe                  |
| CAF           | Hamada Nampiandraza   | Arsenio Marengula Yahaya Mahamadou       | Gladys Lengwe                  |
| CAF           | Bamlak Tessema Weyesa | Olivier Safari Mark Ssonko               | Gladys Lengwe                  |
| CONCACAF      | Jair Marrufo          | Frank Anderson Corey Rockwell            | Carol Anne Chenard             |
| CONCACAF      | Ricardo Montero       | Octavio Jara Juan Carlos Mora            | Carol Anne Chenard             |
| CONCACAF      | John Pittí            | Gabriel Victoria Christian Ramírez       | Carol Anne Chenard             |
| CONMEBOL      | Gery Vargas           | Juan Pablo Montaño José Antelo           | Claudia Umpiérrez              |
| CONMEBOL      | Sandro Ricci          | Emerson de Carvalho Marcelo Van Gasse    | Claudia Umpiérrez              |
| CONMEBOL      | Enrique Cáceres       | Eduardo Cardozo Juan Zorrilla            | Claudia Umpiérrez              |
| CONMEBOL      | José Argote           | Luis Murillo Carlos López                | Claudia Umpiérrez              |
| OFC           | Abdelkader Zitouni    | Folio Moeaki Bernard Mutukera            | Anna-Marie Keighley            |
| UEFA          | Ovidiu Haţegan        | Octavian Șovre Sebastian Gheorghe        | Kateryna Monzul Esther Staubli |
| UEFA          | Bobby Madden          | David McGeachie Alastair Mather          | Kateryna Monzul Esther Staubli |
| UEFA          | Tasos Sidiropoulos    | Polichronis Kostaras Lazaros Dimitriadis | Kateryna Monzul Esther Staubli |
| UEFA          | Artur Soares Dias     | Rui Tavares Paulo Soares                 | Kateryna Monzul Esther Staubli |
| UEFA          | Anthony Taylor        | Gary Beswick Adam Nunn                   | Kateryna Monzul Esther Staubli |
| UEFA          | Clément Turpin        | Nicolas Danos Cyril Gringore             | Kateryna Monzul Esther Staubli |
| UEFA          | Slavko Vinčić         | Tomaž Klančnik Andraž Kovačič            | Kateryna Monzul Esther Staubli |

## Equipos participantes
En total fueron 24 equipos de las 6 confederaciones afiliadas a la FIFA los que participaron en el Mundial Sub-17 de 2017. En cursiva, los equipos debutantes.
| Clasificatorias | Clasificatorias | Clasificatorias | Clasificatorias | Clasificatorias | Clasificatorias |
| --------------- | --------------- | --------------- | --------------- | --------------- | --------------- |
| CAF             | AFC             | UEFA            | Concacaf        | OFC             | Conmebol        |

| Equipos participantes | Equipos participantes | Equipos participantes | Equipos participantes |
| --------------------- | --------------------- | --------------------- | --------------------- |
| Alemania              | España                | Inglaterra            | México                |
| Brasil                | Estados Unidos        | Irán                  | Níger                 |
| Chile                 | Francia               | Irak                  | Nueva Zelanda         |
| Colombia              | Ghana                 | India                 | Nueva Caledonia       |
| Corea del Norte       | Guinea                | Japón                 | Paraguay              |
| Costa Rica            | Honduras              | Malí                  | Turquía               |

## Sorteo
El sorteo de la Copa Mundial de Fútbol Sub-17 de 2017 se realizó en Bombay el 7 de julio de 2017 a las 19:00 hora local (UTC+5:30).
Los 24 equipos calificados fueron asignados a cuatro bombos de seis equipos cada uno, basado esto en el ranking elaborado de acuerdo al desempeño deportivo pasado. El ranking se basa en el total de puntos obtenidos en las últimas cinco Copas Mundiales Sub-17 de la FIFA (3 puntos por una victoria, 1 punto por empate, 0 puntos por derrota). El ranking utilizado para definir los bombos toma como parámetro así, los puntos obtenidos en las Copas Mundiales Sub-17 de la FIFA 2015, 2013, 2011, 2009 y 2007. Para que el ranking pueda reflejar con precisión la forma actual, se da la mayor importancia a las últimas Copas Mundiales Sub-17 de la FIFA. En menor grado, también se ha prestado atención a los resultados de años anteriores.
El sistema utiliza cinco ciclos como los puntos ganados en una Copa Mundial se utiliza linealmente los últimos cinco ciclos:
- Año 2015: 100% del valor total de puntos
- Año 2013: 80% del valor total de puntos
- Año 2011: 60% del valor total de puntos
- Año 2009: 40% del valor total de puntos
- Año 2007: 20% del valor total de puntos

Además, se añaden cinco puntos de bonificación a cada uno de los campeones de cada confederación que ganaron la calificación al torneo.

### Procedimiento del sorteo
Con base en el ranking anterior, los cinco mejores equipos y los anfitriones se asignan a Bombo 1, los próximos seis equipos al Bombo 2 y así sucesivamente. Entre paréntesis los puntos totales obtenidos de acuerdo al ranking en las últimas cinco Copas Mundiales de la FIFA Sub-17.
| Bombo 1                                                                                       | Bombo 2                                                                                            | Bombo 3                                                                                    | Bombo 4                                                                     |
| --------------------------------------------------------------------------------------------- | -------------------------------------------------------------------------------------------------- | ------------------------------------------------------------------------------------------ | --------------------------------------------------------------------------- |
| India (Anfitrión) (0) México (43.8)* Brasil (34.6)* Alemania (21.6) Malí (21)* Francia (16.4) | España (14.4)* Japón (13.8) Nueva Zelanda (12.6)* Inglaterra (8.8) Irán (6.8) Estados Unidos (6.4) | Costa Rica (6.2) Corea del Norte (6) Honduras (5.6) Irak (5)* Turquía (4.4) Colombia (4.4) | Chile (4) Paraguay (3) Ghana (2.4) Guinea (1) Níger (0) Nueva Caledonia (0) |

(*)México, Brasil, Malí, España, Nueva Zelanda e Irak tienen 5 puntos extra al ser los campeones de sus respectivas confederaciones.
Mecánica del sorteo:
- Los cuatro bombos que representan a los equipos están etiquetadas como Bombos 1 a 4.
- Los seis bombos que representan a los grupos se denominan Grupos A a F. En cada bombo, hay cuatro bolas que contienen los números de posición 1, 2, 3 y 4 de cada grupo respectivo.
- El sorteo comienza con el Bombo 1 y termina con el Bombo 4. Cada bombo se vacía completamente antes de continuar con el siguiente bombo.
- Se sorteará una pelota de un bombo de equipo, seguida de una pelota de uno de los grupos, determinando así la posición en la que jugará el respectivo equipo.

Contraindicaciones del sorteo:
- En el Bombo 1, la India está en una pelota roja y ha sido preasignada a la posición A1 como anfitriones.
- El principio general de la FIFA es asegurar que ningún grupo tenga más de un equipo de la misma confederación.

## Primera fase
- Los horarios corresponden a la hora de India (UTC +5:30).[9]

### Grupo A
| Equipo         | Pts | PJ | PG | PE | PP | GF | GC | Dif |
| -------------- | --- | -- | -- | -- | -- | -- | -- | --- |
| Ghana          | 6   | 3  | 2  | 0  | 1  | 5  | 1  | +4  |
| Colombia       | 6   | 3  | 2  | 0  | 1  | 5  | 3  | +2  |
| Estados Unidos | 6   | 3  | 2  | 0  | 1  | 5  | 3  | +2  |
| India          | 0   | 3  | 0  | 0  | 3  | 1  | 9  | −8  |

| 6 de octubre de 2017, 17:00 | Colombia | 0:1 (0:1) | Ghana          | Estadio Jawaharlal Nehru, Nueva Delhi                      |                                                            |
|                             |          | Reporte   | 39' S. Ibrahim | Asistencia: 24 300 espectadores Árbitro(s): Clément Turpin | Asistencia: 24 300 espectadores Árbitro(s): Clément Turpin |

| 6 de octubre de 2017, 20:00 | India | 0:3 (0:1) | Estados Unidos                          | Estadio Jawaharlal Nehru, Nueva Delhi                   |                                                         |
|                             |       | Reporte   | 30' Sargent · 51' Durkin · 81' Carleton | Asistencia: 46 750 espectadores Árbitro(s): Gery Vargas | Asistencia: 46 750 espectadores Árbitro(s): Gery Vargas |

| 9 de octubre de 2017, 17:00 | Ghana | 0:1 (0:0) | Estados Unidos | Estadio Jawaharlal Nehru, Nueva Delhi                          |                                                                |
|                             |       | Reporte   | 75' Akinola    | Asistencia: 17 500 espectadores Árbitro(s): Tasos Sidiropoulos | Asistencia: 17 500 espectadores Árbitro(s): Tasos Sidiropoulos |

| 9 de octubre de 2017, 20:00 | India          | 1:2 (0:0) | Colombia         | Estadio Jawaharlal Nehru, Nueva Delhi                       |                                                             |
|                             | Thounaojam 82' | Reporte   | 49' 83' Peñaloza | Asistencia: 48 184 espectadores Árbitro(s): Ricardo Montero | Asistencia: 48 184 espectadores Árbitro(s): Ricardo Montero |

| 12 de octubre de 2017, 20:00 | Ghana                                | 4:0 (2:0) | India | Estadio Jawaharlal Nehru, Nueva Delhi                          |                                                                |
|                              | Ayiah 43' 52' · Danso 86' · Toku 87' | Reporte   |       | Asistencia: 52 614 espectadores Árbitro(s): Abdelkader Zitouni | Asistencia: 52 614 espectadores Árbitro(s): Abdelkader Zitouni |

| 12 de octubre de 2017, 20:00 | Estados Unidos | 1:3 (0:1) | Colombia                                 | Estadio DY Patil, Navi Mumbai                                 |                                                               |
|                              | Acosta 24'     | Reporte   | 3' Vidal · 67' Peñaloza · 87' D. Caicedo | Asistencia: 22 263 espectadores Árbitro(s): Artur Soares Dias | Asistencia: 22 263 espectadores Árbitro(s): Artur Soares Dias |

### Grupo B
| Equipo        | Pts | PJ | PG | PE | PP | GF | GC | Dif |
| ------------- | --- | -- | -- | -- | -- | -- | -- | --- |
| Paraguay      | 9   | 3  | 3  | 0  | 0  | 10 | 5  | +5  |
| Malí          | 6   | 3  | 2  | 0  | 1  | 8  | 4  | +4  |
| Nueva Zelanda | 1   | 3  | 0  | 1  | 2  | 4  | 8  | −4  |
| Turquía       | 1   | 3  | 0  | 1  | 2  | 2  | 7  | −5  |

| 6 de octubre de 2017, 17:00 | Nueva Zelanda | 1:1 (0:1) | Turquía    | Estadio DY Patil, Navi Mumbai                         |                                                       |
|                             | Mata 58'      | Reporte   | 18' Kutucu | Asistencia: 9 727 espectadores Árbitro(s): John Pittí | Asistencia: 9 727 espectadores Árbitro(s): John Pittí |

| 6 de octubre de 2017, 20:00 | Paraguay                                  | 3:2 (2:2) | Malí                    | Estadio DY Patil, Navi Mumbai                                 |                                                               |
|                             | Galeano 12' · Sánchez 17' · Rodríguez 55' | Reporte   | 20' Dramé · 34' N'Diaye | Asistencia: 25 342 espectadores Árbitro(s): Artur Soares Dias | Asistencia: 25 342 espectadores Árbitro(s): Artur Soares Dias |

| 9 de octubre de 2017, 17:00 | Turquía | 0:3 (0:1) | Malí                                     | Estadio DY Patil, Navi Mumbai                                   |                                                                 |
|                             |         | Reporte   | 38' D. Traoré · 68' N'Diaye · 86' Konaté | Asistencia: 18 323 espectadores Árbitro(s): Muhammad Bin Jahari | Asistencia: 18 323 espectadores Árbitro(s): Muhammad Bin Jahari |

| 9 de octubre de 2017, 20:00 | Paraguay                                   | 4:2 (1:2) | Nueva Zelanda  | Estadio DY Patil, Navi Mumbai                                     |                                                                   |
|                             | Rodríguez 2' · Vega 75' 78' · Armoa 90'+1' | Reporte   | 20' 34' Duarte | Asistencia: 20 877 espectadores Árbitro(s): Bamlak Tessema Weyesa | Asistencia: 20 877 espectadores Árbitro(s): Bamlak Tessema Weyesa |

| 12 de octubre de 2017, 17:00 | Turquía      | 1:3 (0:2) | Paraguay                               | Estadio DY Patil, Navi Mumbai                         |                                                       |
|                              | Kesgin 90+3' | Reporte   | 41' Bogado · 43' Cardozo · 61' Galeano | Asistencia: 8 859 espectadores Árbitro(s): Ryūji Satō | Asistencia: 8 859 espectadores Árbitro(s): Ryūji Satō |

| 12 de octubre de 2017, 17:00 | Malí                                     | 3:1 (1:0) | Nueva Zelanda | Estadio Jawaharlal Nehru, Nueva Delhi                          |                                                                |
|                              | Jiddou 18' · D. Traoré 50' · N'Diaye 82' | Reporte   | 72' Spragg    | Asistencia: 23 112 espectadores Árbitro(s): Tasos Sidiropoulos | Asistencia: 23 112 espectadores Árbitro(s): Tasos Sidiropoulos |

### Grupo C
| Equipo     | Pts | PJ | PG | PE | PP | GF | GC | Dif |
| ---------- | --- | -- | -- | -- | -- | -- | -- | --- |
| Irán       | 9   | 3  | 3  | 0  | 0  | 10 | 1  | +9  |
| Alemania   | 6   | 3  | 2  | 0  | 1  | 5  | 6  | −1  |
| Guinea     | 1   | 3  | 0  | 1  | 2  | 4  | 8  | −4  |
| Costa Rica | 1   | 3  | 0  | 1  | 2  | 3  | 7  | −4  |

| 7 de octubre de 2017, 17:00 | Alemania            | 2:1 (1:0) | Costa Rica | Estadio Fatorda, Margao                                       |                                                               |
|                             | Arp 21' · Awuku 89' | Reporte   | 64' Gómez  | Asistencia: 12 329 espectadores Árbitro(s): Mehdi Abid Charef | Asistencia: 12 329 espectadores Árbitro(s): Mehdi Abid Charef |

| 7 de octubre de 2017, 20:00 | Irán                                  | 3:1 (0:0) | Guinea       | Estadio Fatorda, Margao                                 |                                                         |
|                             | Sayyad 59' · Sharifi 70' · Karimi 90' | Reporte   | 90'+1' Touré | Asistencia: 12 329 espectadores Árbitro(s): José Argote | Asistencia: 12 329 espectadores Árbitro(s): José Argote |

| 10 de octubre de 2017, 17:00 | Costa Rica              | 2:2 (1:1) | Guinea                    | Estadio Fatorda, Margao                                 |                                                         |
|                              | Jarquín 26' · Gómez 67' | Reporte   | 30' Touré · 81' I. Soumah | Asistencia: 6 717 espectadores Árbitro(s): Bobby Madden | Asistencia: 6 717 espectadores Árbitro(s): Bobby Madden |

| 10 de octubre de 2017, 20:00 | Irán                                    | 4:0 (2:0) | Alemania | Estadio Fatorda, Margao                                 |                                                         |
|                              | Delfi 6' 42' · Sayyad 49' · Namdari 75' | Reporte   |          | Asistencia: 8 267 espectadores Árbitro(s): Jair Marrufo | Asistencia: 8 267 espectadores Árbitro(s): Jair Marrufo |

| 13 de octubre de 2017, 17:00 | Costa Rica | 0:3 (0:2) | Irán                                         | Estadio Fatorda, Margao                                        |                                                                |
|                              |            | Reporte   | 25' Ghobeishavi · 29' Shariati · 89' Sardari | Asistencia: 8 549 espectadores Árbitro(s): Hamada Nampiandraza | Asistencia: 8 549 espectadores Árbitro(s): Hamada Nampiandraza |

| 13 de octubre de 2017, 17:00 | Guinea        | 1:3 (1:1) | Alemania                        | Estadio Jawaharlal Nehru, Cochín                      |                                                       |
|                              | I. Soumah 26' | Reporte   | 8' Arp · 62' Kühn · 90+2' Cetin | Asistencia: 9 250 espectadores Árbitro(s): John Pittí | Asistencia: 9 250 espectadores Árbitro(s): John Pittí |

### Grupo D
| Equipo          | Pts | PJ | PG | PE | PP | GF | GC | Dif |
| --------------- | --- | -- | -- | -- | -- | -- | -- | --- |
| Brasil          | 9   | 3  | 3  | 0  | 0  | 6  | 1  | +5  |
| España          | 6   | 3  | 2  | 0  | 1  | 7  | 2  | +5  |
| Níger           | 3   | 3  | 1  | 0  | 2  | 1  | 6  | −5  |
| Corea del Norte | 0   | 3  | 0  | 0  | 3  | 0  | 5  | −5  |

| 7 de octubre de 2017, 17:00 | Brasil                       | 2:1 (2:1) | España    | Estadio Jawaharlal Nehru, Cochín                            |                                                             |
|                             | Lincoln 25' · Paulinho 45+1' | Reporte   | 5' Wesley | Asistencia: 21 362 espectadores Árbitro(s): Nawaf Shukralla | Asistencia: 21 362 espectadores Árbitro(s): Nawaf Shukralla |

| 7 de octubre de 2017, 20:00 | Corea del Norte | 0:1 (0:0) | Níger            | Estadio Jawaharlal Nehru, Cochín                              |                                                               |
|                             |                 | Reporte   | 59' Abdourahmane | Asistencia: 2 754 espectadores Árbitro(s): Abdelkader Zitouni | Asistencia: 2 754 espectadores Árbitro(s): Abdelkader Zitouni |

| 10 de octubre de 2017, 17:00 | España                                       | 4:0 (3:0) | Níger | Estadio Jawaharlal Nehru, Cochín                           |                                                            |
|                              | A. Ruiz 21' 41' · Gelabert 45+1' · Gómez 82' | Reporte   |       | Asistencia: 7 926 espectadores Árbitro(s): Enrique Cáceres | Asistencia: 7 926 espectadores Árbitro(s): Enrique Cáceres |

| 10 de octubre de 2017, 20:00 | Corea del Norte | 0:2 (0:0) | Brasil                     | Estadio Jawaharlal Nehru, Cochín                          |                                                           |
|                              |                 | Reporte   | 56' Lincoln · 61' Paulinho | Asistencia: 15 314 espectadores Árbitro(s): Slavko Vinčić | Asistencia: 15 314 espectadores Árbitro(s): Slavko Vinčić |

| 13 de octubre de 2017, 20:00 | España                      | 2:0 (1:0) | Corea del Norte | Estadio Jawaharlal Nehru, Cochín                        |                                                         |
|                              | Moukhliss 4' · Gelabert 71' | Reporte   |                 | Asistencia: 14 544 espectadores Árbitro(s): José Argote | Asistencia: 14 544 espectadores Árbitro(s): José Argote |

| 13 de octubre de 2017, 20:00 | Níger | 0:2 (0:2) | Brasil                   | Estadio Fatorda, Margao                                  |                                                          |
|                              |       | Reporte   | 4' Lincoln · 34' Brenner | Asistencia: 15 830 espectadores Árbitro(s): Bobby Madden | Asistencia: 15 830 espectadores Árbitro(s): Bobby Madden |

### Grupo E
| Equipo          | Pts | PJ | PG | PE | PP | GF | GC | Dif |
| --------------- | --- | -- | -- | -- | -- | -- | -- | --- |
| Francia         | 9   | 3  | 3  | 0  | 0  | 14 | 3  | +11 |
| Japón           | 4   | 3  | 1  | 1  | 1  | 8  | 4  | +4  |
| Honduras        | 3   | 3  | 1  | 0  | 2  | 7  | 11 | −4  |
| Nueva Caledonia | 1   | 3  | 0  | 1  | 2  | 2  | 13 | −11 |

| 8 de octubre de 2017, 17:00 | Nueva Caledonia | 1:7 (0:6) | Francia                                                                          | Estadio Atlético Indira Gandhi, Guwahati                        |                                                                 |
|                             | Wadenges 90'    | Reporte   | 5' Iwa · 19' 33' Gouiri · 30' Gomes · 40' Caqueret · 43' Wanesse · 90'+1' Isidor | Asistencia: 12 640 espectadores Árbitro(s): Hamada Nampiandraza | Asistencia: 12 640 espectadores Árbitro(s): Hamada Nampiandraza |

| 8 de octubre de 2017, 20:00 | Honduras     | 1:6 (1:4) | Japón                                                        | Estadio Atlético Indira Gandhi, Guwahati                   |                                                            |
|                             | Palacios 36' | Reporte   | 22' 30' 43' Nakamura · 45' Kubo · 51' Miyashiro · 90' Suzuki | Asistencia: 13 285 espectadores Árbitro(s): Anthony Taylor | Asistencia: 13 285 espectadores Árbitro(s): Anthony Taylor |

| 11 de octubre de 2017, 17:00 | Francia        | 2:1 (1:0) | Japón         | Estadio Atlético Indira Gandhi, Guwahati               |                                                        |
|                              | Gouiri 13' 71' | Reporte   | 73' Miyashiro | Asistencia: 9 575 espectadores Árbitro(s): Gery Vargas | Asistencia: 9 575 espectadores Árbitro(s): Gery Vargas |

| 11 de octubre de 2017, 20:00 | Honduras                                       | 5:0 (3:0) | Nueva Caledonia | Estadio Atlético Indira Gandhi, Guwahati                      |                                                               |
|                              | Mejía 25' 42' · Canales 27' · Palacios 51' 88' | Reporte   |                 | Asistencia: 11 002 espectadores Árbitro(s): Mehdi Abid Charef | Asistencia: 11 002 espectadores Árbitro(s): Mehdi Abid Charef |

| 14 de octubre de 2017, 17:00 | Francia                                             | 5:1 (2:1) | Honduras  | Estadio Atlético Indira Gandhi, Guwahati                        |                                                                 |
|                              | Isidor 14' · Flips 23' 64' · Gouiri 86' · Adi 90+6' | Reporte   | 10' Mejía | Asistencia: 12 831 espectadores Árbitro(s): Muhammad Bin Jahari | Asistencia: 12 831 espectadores Árbitro(s): Muhammad Bin Jahari |

| 14 de octubre de 2017, 17:00 | Japón       | 1:1 (1:0) | Nueva Caledonia | Yuva Bharati Krirangan, Calcuta                         |                                                         |
|                              | Nakamura 7' | Reporte   | 83' Jeno        | Asistencia: 44 665 espectadores Árbitra: Esther Staubli | Asistencia: 44 665 espectadores Árbitra: Esther Staubli |

### Grupo F
| Equipo     | Pts | PJ | PG | PE | PP | GF | GC | Dif |
| ---------- | --- | -- | -- | -- | -- | -- | -- | --- |
| Inglaterra | 9   | 3  | 3  | 0  | 0  | 11 | 2  | +9  |
| Irak       | 4   | 3  | 1  | 1  | 1  | 4  | 5  | −1  |
| México     | 2   | 3  | 0  | 2  | 1  | 3  | 4  | −1  |
| Chile      | 1   | 3  | 0  | 1  | 2  | 0  | 7  | −7  |

| 8 de octubre de 2017, 17:00 | Chile | 0:4 (0:1) | Inglaterra                                  | Yuva Bharati Krirangan, Calcuta                        |                                                        |
|                             |       | Reporte   | 5' Hudson-Odoi · 51' 60' Sancho · 81' Gomes | Asistencia: 46 154 espectadores Árbitro(s): Ryūji Satō | Asistencia: 46 154 espectadores Árbitro(s): Ryūji Satō |

| 8 de octubre de 2017, 20:00 | Irak       | 1:1 (1:0) | México         | Yuva Bharati Krirangan, Calcuta                            |                                                            |
|                             | Dawood 16' | Reporte   | 51' De la Rosa | Asistencia: 55 800 espectadores Árbitro(s): Ovidiu Haţegan | Asistencia: 55 800 espectadores Árbitro(s): Ovidiu Haţegan |

| 11 de octubre de 2017, 17:00 | Inglaterra                            | 3:2 (1:0) | México         | Yuva Bharati Krirangan, Calcuta                             |                                                             |
|                              | Brewster 39' · Foden 48' · Sancho 55' | Reporte   | 65' 72' Lainez | Asistencia: 40 620 espectadores Árbitro(s): Nawaf Shukralla | Asistencia: 40 620 espectadores Árbitro(s): Nawaf Shukralla |

| 11 de octubre de 2017, 20:00 | Irak                            | 3:0 (1:0) | Chile | Yuva Bharati Krirangan, Calcuta                            |                                                            |
|                              | Dawood 6' 68' · D. Valencia 81' | Reporte   |       | Asistencia: 50 286 espectadores Árbitro(s): Clément Turpin | Asistencia: 50 286 espectadores Árbitro(s): Clément Turpin |

| 14 de octubre de 2017, 20:00 | Inglaterra                                  | 4:0 (1:0) | Irak | Yuva Bharati Krirangan, Calcuta                          |                                                          |
|                              | Gomes 11' · Smith-Rowe 57' · Loader 59' 71' | Reporte   |      | Asistencia: 56 372 espectadores Árbitro(s): Jair Marrufo | Asistencia: 56 372 espectadores Árbitro(s): Jair Marrufo |

| 14 de octubre de 2017, 20:00 | México | 0:0     | Chile | Estadio Atlético Indira Gandhi, Guwahati                  |                                                           |
|                              |        | Reporte |       | Asistencia: 15 794 espectadores Árbitro(s): Slavko Vinčić | Asistencia: 15 794 espectadores Árbitro(s): Slavko Vinčić |

### Mejores terceros
| \| Equipo \| Grupo \| Pts. \| PJ \| PG \| PE \| PP \| GF \| GC \| Dif. \| Notas \| \| -------------- \| ----- \| ---- \| -- \| -- \| -- \| -- \| -- \| -- \| ---- \| ------------------------- \| \| Estados Unidos \| A \| 6 \| 3 \| 2 \| 0 \| 1 \| 5 \| 3 \| 2 \| Acceso a Octavos de final \| \| Honduras \| E \| 3 \| 3 \| 1 \| 0 \| 2 \| 7 \| 11 \| -4 \| Acceso a Octavos de final \| \| Níger \| D \| 3 \| 3 \| 1 \| 0 \| 2 \| 1 \| 6 \| -5 \| Acceso a Octavos de final \| \| México \| F \| 2 \| 3 \| 0 \| 2 \| 1 \| 3 \| 4 \| -1 \| Acceso a Octavos de final \| \| Nueva Zelanda \| B \| 1 \| 3 \| 0 \| 1 \| 2 \| 4 \| 8 \| -4 \| \| \| Guinea \| C \| 1 \| 3 \| 0 \| 1 \| 2 \| 4 \| 8 \| -4 \| \| Datos actualizados a 14 de octubre de 2017. Fuente: FIFA |       |      |    |    |    |    |    |    |      |                           |
| Equipo | Grupo | Pts. | PJ | PG | PE | PP | GF | GC | Dif. | Notas                     |
| Estados Unidos | A     | 6    | 3  | 2  | 0  | 1  | 5  | 3  | 2    | Acceso a Octavos de final |
| Honduras | E     | 3    | 3  | 1  | 0  | 2  | 7  | 11 | -4   | Acceso a Octavos de final |
| Níger | D     | 3    | 3  | 1  | 0  | 2  | 1  | 6  | -5   | Acceso a Octavos de final |
| México | F     | 2    | 3  | 0  | 2  | 1  | 3  | 4  | -1   | Acceso a Octavos de final |
| Nueva Zelanda | B     | 1    | 3  | 0  | 1  | 2  | 4  | 8  | -4   |                           |
| Guinea | C     | 1    | 3  | 0  | 1  | 2  | 4  | 8  | -4   |                           |

Los emparejamientos de los octavos de final fueron definidos de la siguiente manera:
- Partido 1: 2.º del grupo A v 2.º del grupo C
- Partido 2: 1.º del grupo B v 3.º del grupo A/C/D
- Partido 3: 1.º del grupo C v 3.º del grupo A/B/F
- Partido 4: 1.º del grupo E v 2.º del grupo D
- Partido 5: 1.º del grupo F v 2.º del grupo E
- Partido 6: 1.º del grupo A v 3.º del grupo C/D/E
- Partido 7: 2.º del grupo B v 2.º del grupo F
- Partido 8: 1.º del grupo D v 3.º del grupo B/E/F

Los emparejamientos de los partidos 2, 3, 6 y 8 dependen de quienes sean los terceros lugares que se clasifiquen a los octavos de final. La siguiente tabla muestra las diferentes opciones para definir a los rivales de los ganadores de los grupos A, B, C y D.
     – Combinación que se dio en esta edición.
| Si los 4 mejores terceros son de los grupos: | El 1.º del grupo A juega con: | El 1.º del grupo B juega con: | El 1.º del grupo C juega con: | El 1.º del grupo D juega con: |
| -------------------------------------------- | ----------------------------- | ----------------------------- | ----------------------------- | ----------------------------- |
| A, B, C y D                                  | 3.º del grupo C               | 3.º del grupo D               | 3.º del grupo A               | 3.º del grupo B               |
| A, B, C y E                                  | 3.º del grupo C               | 3.º del grupo A               | 3.º del grupo B               | 3.º del grupo E               |
| A, B, C y F                                  | 3.º del grupo C               | 3.º del grupo A               | 3.º del grupo B               | 3.º del grupo F               |
| A, B, D y E                                  | 3.º del grupo D               | 3.º del grupo A               | 3.º del grupo B               | 3.º del grupo E               |
| A, B, D y F                                  | 3.º del grupo D               | 3.º del grupo A               | 3.º del grupo B               | 3.º del grupo F               |
| A, B, E y F                                  | 3.º del grupo E               | 3.º del grupo A               | 3.º del grupo B               | 3.º del grupo F               |
| A, C, D y E                                  | 3.º del grupo C               | 3.º del grupo D               | 3.º del grupo A               | 3.º del grupo E               |
| A, C, D y F                                  | 3.º del grupo C               | 3.º del grupo D               | 3.º del grupo A               | 3.º del grupo F               |
| A, C, E y F                                  | 3.º del grupo C               | 3.º del grupo A               | 3.º del grupo F               | 3.º del grupo E               |
| A, D, E y F                                  | 3.º del grupo D               | 3.º del grupo A               | 3.º del grupo F               | 3.º del grupo E               |
| B, C, D y E                                  | 3.º del grupo C               | 3.º del grupo D               | 3.º del grupo B               | 3.º del grupo E               |
| B, C, D y F                                  | 3.º del grupo C               | 3.º del grupo D               | 3.º del grupo B               | 3.º del grupo F               |
| B, C, E y F                                  | 3.º del grupo E               | 3.º del grupo C               | 3.º del grupo B               | 3.º del grupo F               |
| B, D, E y F                                  | 3.º del grupo E               | 3.º del grupo D               | 3.º del grupo B               | 3.º del grupo F               |
| C, D, E y F                                  | 3.º del grupo C               | 3.º del grupo D               | 3.º del grupo F               | 3.º del grupo E               |

## Segunda fase
|  | Octavos de final | Octavos de final |                |       | Cuartos de final             | Cuartos de final             |               |               | Semifinales | Semifinales |  |  | Final | Final |
|  |                  |                  |                |       |                              |                              |               |               |             |             |  |  |       |       |
|  | 16 de octubre    |                  |                |       |                              |                              |               |               |             |             |  |  |       |       |
|  |                  |                  |                |       |                              |                              |               |               |             |             |  |  |       |       |
|  | Colombia         | 0                |                |       |                              |                              |               |               |             |             |  |  |       |       |
|  | Colombia         | 0                | 22 de octubre  |       |                              |                              |               |               |             |             |  |  |       |       |
|  | Alemania         | 4                |                |       |                              |                              |               |               |             |             |  |  |       |       |
|  | Alemania         | 4                | Alemania       | 1     |                              |                              |               |               |             |             |  |  |       |       |
|  | 18 de octubre    |                  | Alemania       | 1     |                              |                              |               |               |             |             |  |  |       |       |
|  |                  | Brasil           | 2              |       |                              |                              |               |               |             |             |  |  |       |       |
|  | Brasil           | Brasil           | 2              | 3     |                              |                              |               |               |             |             |  |  |       |       |
|  | Brasil           |                  | 25 de octubre  | 3     |                              |                              |               |               |             |             |  |  |       |       |
|  | Honduras         | 0                |                |       |                              |                              |               |               |             |             |  |  |       |       |
|  | Honduras         | 0                | Brasil         | 1     |                              |                              |               |               |             |             |  |  |       |       |
|  | 16 de octubre    |                  | Brasil         | 1     |                              |                              |               |               |             |             |  |  |       |       |
|  |                  | Inglaterra       | 3              |       |                              |                              |               |               |             |             |  |  |       |       |
|  | Paraguay         | Inglaterra       | 3              | 0     |                              |                              |               |               |             |             |  |  |       |       |
|  | Paraguay         | 21 de octubre    |                | 0     |                              |                              |               |               |             |             |  |  |       |       |
|  | Estados Unidos   | 5                |                |       |                              |                              |               |               |             |             |  |  |       |       |
|  | Estados Unidos   | 5                | Estados Unidos | 1     |                              |                              |               |               |             |             |  |  |       |       |
|  | 17 de octubre    |                  | Estados Unidos | 1     |                              |                              |               |               |             |             |  |  |       |       |
|  |                  | Inglaterra       | 4              |       |                              |                              |               |               |             |             |  |  |       |       |
|  | Inglaterra (p.)  | Inglaterra       | 4              | 0 (5) |                              |                              |               |               |             |             |  |  |       |       |
|  | Inglaterra (p.)  |                  | 28 de octubre  | 0 (5) |                              |                              |               |               |             |             |  |  |       |       |
|  | Japón            | 0 (3)            |                |       |                              |                              |               |               |             |             |  |  |       |       |
|  | Japón            | 0 (3)            | Inglaterra     | 5     |                              |                              |               |               |             |             |  |  |       |       |
|  | 17 de octubre    |                  | Inglaterra     | 5     |                              |                              |               |               |             |             |  |  |       |       |
|  |                  | España           | 2              |       |                              |                              |               |               |             |             |  |  |       |       |
|  | Malí             | España           | 2              | 5     |                              |                              |               |               |             |             |  |  |       |       |
|  | Malí             | 21 de octubre    |                | 5     |                              |                              |               |               |             |             |  |  |       |       |
|  | Irak             | 1                |                |       |                              |                              |               |               |             |             |  |  |       |       |
|  | Irak             | 1                | Malí           | 2     |                              |                              |               |               |             |             |  |  |       |       |
|  | 18 de octubre    |                  | Malí           | 2     |                              |                              |               |               |             |             |  |  |       |       |
|  |                  | Ghana            | 1              |       |                              |                              |               |               |             |             |  |  |       |       |
|  | Ghana            | Ghana            | 1              | 2     |                              |                              |               |               |             |             |  |  |       |       |
|  | Ghana            |                  | 25 de octubre  | 2     |                              |                              |               |               |             |             |  |  |       |       |
|  | Níger            | 0                |                |       |                              |                              |               |               |             |             |  |  |       |       |
|  | Níger            | 0                | Malí           | 1     |                              |                              |               |               |             |             |  |  |       |       |
|  | 17 de octubre    |                  | Malí           | 1     |                              |                              |               |               |             |             |  |  |       |       |
|  |                  | España           | 3              |       | Partido por el tercer puesto | Partido por el tercer puesto |               |               |             |             |  |  |       |       |
|  | Francia          | España           | 3              | 1     | Partido por el tercer puesto | Partido por el tercer puesto |               |               |             |             |  |  |       |       |
|  | Francia          | 22 de octubre    | 22 de octubre  | 1     |                              |                              | 28 de octubre | 28 de octubre |             |             |  |  |       |       |
|  | España           | 22 de octubre    | 22 de octubre  | 2     |                              |                              | 28 de octubre | 28 de octubre |             |             |  |  |       |       |
|  | España           | España           | 3              | 2     | Brasil                       | 2                            |               |               |             |             |  |  |       |       |
|  | 17 de octubre    | España           | 3              |       | Brasil                       | 2                            |               |               |             |             |  |  |       |       |
|  |                  | Irán             | 1              |       | Malí                         | 0                            |               |               |             |             |  |  |       |       |
|  | Irán             | Irán             | 1              | 2     | Malí                         | 0                            |               |               |             |             |  |  |       |       |
|  | Irán             |                  |                | 2     |                              |                              |               |               |             |             |  |  |       |       |
|  | México           | 1                |                |       |                              |                              |               |               |             |             |  |  |       |       |
|  | México           | 1                |                |       |                              |                              |               |               |             |             |  |  |       |       |

### Octavos de final
| 16 de octubre de 2017, 17:00 | Colombia | 0:4 (0:2) | Alemania                              | Estadio Jawaharlal Nehru, Nueva Delhi                       |                                                             |
|                              |          | Reporte   | 7' 65' Arp · 39' Bisseck · 49' Yeboah | Asistencia: 19 477 espectadores Árbitro(s): Nawaf Shukralla | Asistencia: 19 477 espectadores Árbitro(s): Nawaf Shukralla |

| 16 de octubre de 2017, 20:00 | Paraguay | 0:5 (0:1) | Estados Unidos                                | Estadio Jawaharlal Nehru, Nueva Delhi                      |                                                            |
|                              |          | Reporte   | 19' 53' 77' Weah · 63' Carleton · 75' Sargent | Asistencia: 34 895 espectadores Árbitro(s): Ovidiu Haţegan | Asistencia: 34 895 espectadores Árbitro(s): Ovidiu Haţegan |

| 17 de octubre de 2017, 17:00 | Irán                    | 2:1 (2:1) | México         | Estadio Fatorda, Margao                                   |                                                           |
|                              | Sharifi 7' · Sayyad 11' | Reporte   | 37' De la Rosa | Asistencia: 5 529 espectadores Árbitro(s): Anthony Taylor | Asistencia: 5 529 espectadores Árbitro(s): Anthony Taylor |

| 17 de octubre de 2017, 17:00 | Francia    | 1:2 (1:1) | España                    | Estadio Atlético Indira Gandhi, Guwahati                    |                                                             |
|                              | Pintor 34' | Reporte   | 44' Miranda · 90' A. Ruiz | Asistencia: 13 316 espectadores Árbitro(s): Enrique Cáceres | Asistencia: 13 316 espectadores Árbitro(s): Enrique Cáceres |

| 17 de octubre de 2017, 20:00 | Inglaterra                                        | 0:0 (5:3 p.)               | Japón                                  | Yuva Bharati Krirangan, Calcuta                         |                                                         |
|                              |                                                   | Reporte                    |                                        | Asistencia: 53 302 espectadores Árbitro(s): José Argote | Asistencia: 53 302 espectadores Árbitro(s): José Argote |
|                              |                                                   | Tiros desde el punto penal |                                        |                                                         |                                                         |
|                              | Brewster · Hudson-Odoi · Foden · Anderson · Kirby |                            | Sugawara · Miyashiro · Kida · Kozuki · |                                                         |                                                         |

| 17 de octubre de 2017, 20:00 | Malí                                                       | 5:1 (2:0) | Irak       | Estadio Fatorda, Margao                                    |                                                            |
|                              | Dramé 25' · N'Diaye 33' 90+4' · Konaté 73' · S. Camara 87' | Reporte   | 85' Kareem | Asistencia: 9 240 espectadores Árbitro(s): Ricardo Montero | Asistencia: 9 240 espectadores Árbitro(s): Ricardo Montero |

| 18 de octubre de 2017, 17:00 | Ghana                   | 2:0 (1:0) | Níger | Estadio DY Patil, Navi Mumbai                                 |                                                               |
|                              | Ayiah 45+4' · Danso 90' | Reporte   |       | Asistencia: 21 286 espectadores Árbitro(s): Artur Soares Dias | Asistencia: 21 286 espectadores Árbitro(s): Artur Soares Dias |

| 18 de octubre de 2017, 20:00 | Brasil                               | 3:0 (2:0) | Honduras | Estadio Jawaharlal Nehru, Cochín                                  |                                                                   |
|                              | Brenner 11' 56' · Marcos Antônio 44' | Reporte   |          | Asistencia: 20 668 espectadores Árbitro(s): Bamlak Tessema Weyesa | Asistencia: 20 668 espectadores Árbitro(s): Bamlak Tessema Weyesa |

### Cuartos de final
| 21 de octubre de 2017, 17:00 | Malí                      | 2:1 (1:0) | Ghana           | Estadio Atlético Indira Gandhi, Guwahati                     |                                                              |
|                              | Dramé 15' · D. Traoré 61' | Reporte   | 70' K. Mohammed | Asistencia: 3 706 espectadores Árbitro(s): Mehdi Abid Charef | Asistencia: 3 706 espectadores Árbitro(s): Mehdi Abid Charef |

| 21 de octubre de 2017, 20:00 | Estados Unidos | 1:4 (0:2) | Inglaterra                               | Estadio Fatorda, Margao                                    |                                                            |
|                              | Sargent 72'    | Reporte   | 11' 14' 90+6' Brewster · 64' Gibbs-White | Asistencia: 16 148 espectadores Árbitro(s): Clément Turpin | Asistencia: 16 148 espectadores Árbitro(s): Clément Turpin |

| 22 de octubre de 2017, 17:00 | España                               | 3:1 (1:0) | Irán       | Estadio Jawaharlal Nehru, Cochín                        |                                                         |
|                              | A. Ruiz 13' · Gómez 60' · Torres 67' | Reporte   | 69' Karimi | Asistencia: 28 436 espectadores Árbitro(s): Gery Vargas | Asistencia: 28 436 espectadores Árbitro(s): Gery Vargas |

| 22 de octubre de 2017, 20:00 | Alemania | 1:2 (1:0) | Brasil                      | Yuva Bharati Krirangan, Calcuta                          |                                                          |
|                              | Arp 21'  | Reporte   | 71' Weverson · 77' Paulinho | Asistencia: 66 613 espectadores Árbitro(s): Jair Marrufo | Asistencia: 66 613 espectadores Árbitro(s): Jair Marrufo |

### Semifinales
| 25 de octubre de 2017, 17:00 | Brasil     | 1:3 (1:2) | Inglaterra           | Estadio Atlético Indira Gandhi, Guwahati                   |                                                            |
|                              | Wesley 21' | Reporte   | 10' 39' 77' Brewster | Asistencia: 63 881 espectadores Árbitro(s): Ovidiu Haţegan | Asistencia: 63 881 espectadores Árbitro(s): Ovidiu Haţegan |

| 25 de octubre de 2017, 20:00 | Malí        | 1:3 (0:2) | España                       | Estadio DY Patil, Navi Mumbai                          |                                                        |
|                              | N'Diaye 74' | Reporte   | 19' 43' A. Ruiz · 71' Torres | Asistencia: 37 847 espectadores Árbitro(s): Ryuji Sato | Asistencia: 37 847 espectadores Árbitro(s): Ryuji Sato |

### Tercer lugar
| 28 de octubre de 2017, 17:00 | Brasil                      | 2:0 (0:0) | Malí | Yuva Bharati Krirangan, Calcuta                             |                                                             |
|                              | Alan 55' · Yuri Alberto 88' | Reporte   |      | Asistencia: 56 422 espectadores Árbitro(s): Ricardo Montero | Asistencia: 56 422 espectadores Árbitro(s): Ricardo Montero |

### Final
| 28 de octubre de 2017, 20:00 | Inglaterra                                                 | 5:2 (1:2) | España        | Yuva Bharati Krirangan, Calcuta                             |                                                             |
|                              | Brewster 44' · Gibss-White 58' · Foden 69' 88' · Guehi 84' | Reporte   | 10' 31' Gómez | Asistencia: 66 684 espectadores Árbitro(s): Enrique Cáceres | Asistencia: 66 684 espectadores Árbitro(s): Enrique Cáceres |

## Campeón
|                                |
| Bandera de Inglaterra          |
| Campeón Inglaterra 1.er título |

## Estadísticas

### Tabla general
| Pos. | Equipo          | Pts | PJ | PG | PE | PP | GF | GC | Dif | Rend. |
| ---- | --------------- | --- | -- | -- | -- | -- | -- | -- | --- | ----- |
| 1    | Inglaterra      | 19  | 7  | 6  | 1  | 0  | 23 | 6  | +17 | 90%   |
| 2    | España          | 15  | 7  | 5  | 0  | 2  | 17 | 10 | +7  | 71%   |
| 3    | Brasil          | 18  | 7  | 6  | 0  | 1  | 14 | 5  | +9  | 86%   |
| 4    | Malí            | 12  | 7  | 4  | 0  | 3  | 16 | 11 | +5  | 57%   |
| 5    | Irán            | 12  | 5  | 4  | 0  | 1  | 13 | 5  | +8  | 80%   |
| 6    | Estados Unidos  | 9   | 5  | 3  | 0  | 2  | 11 | 7  | +4  | 60%   |
| 7    | Alemania        | 9   | 5  | 3  | 0  | 2  | 11 | 7  | +4  | 60%   |
| 8    | Ghana           | 9   | 5  | 3  | 0  | 2  | 8  | 3  | +5  | 60%   |
| 9    | Francia         | 9   | 4  | 3  | 0  | 1  | 15 | 5  | +10 | 75%   |
| 10   | Paraguay        | 9   | 4  | 3  | 0  | 1  | 10 | 10 | 0   | 75%   |
| 11   | Colombia        | 6   | 4  | 2  | 0  | 2  | 5  | 7  | -2  | 50%   |
| 12   | Japón           | 5   | 4  | 1  | 2  | 1  | 8  | 4  | +4  | 42%   |
| 13   | Irak            | 4   | 4  | 1  | 1  | 2  | 5  | 10 | -5  | 33%   |
| 14   | Honduras        | 3   | 4  | 1  | 0  | 3  | 7  | 14 | -7  | 25%   |
| 15   | Níger           | 3   | 4  | 1  | 0  | 3  | 1  | 8  | -7  | 25%   |
| 16   | México          | 2   | 4  | 0  | 2  | 2  | 4  | 6  | -2  | 17%   |
| 17   | Guinea          | 1   | 3  | 0  | 1  | 2  | 4  | 8  | -4  | 11%   |
| 18   | Nueva Zelanda   | 1   | 3  | 0  | 1  | 2  | 4  | 8  | -4  | 11%   |
| 19   | Costa Rica      | 1   | 3  | 0  | 1  | 2  | 3  | 7  | -4  | 11%   |
| 20   | Turquía         | 1   | 3  | 0  | 1  | 2  | 2  | 7  | -5  | 11%   |
| 21   | Chile           | 1   | 3  | 0  | 1  | 2  | 0  | 7  | -7  | 11%   |
| 22   | Nueva Caledonia | 1   | 3  | 0  | 1  | 2  | 2  | 13 | -11 | 11%   |
| 23   | Corea del Norte | 0   | 3  | 0  | 0  | 3  | 0  | 5  | -5  | 0%    |
| 24   | India           | 0   | 3  | 0  | 0  | 3  | 1  | 9  | -8  | 0%    |

### Goleadores
| Jugador        | Selección  | Goles | Minutos | Asistencias |
| -------------- | ---------- | ----- | ------- | ----------- |
| Rhian Brewster | Inglaterra | 8     | 540     | 1           |
| Lassana Ndiaye | Malí       | 6     | 603     | 0           |
| Abel Ruiz      | España     | 6     | 619     | 0           |
| Jann-Fiete Arp | Alemania   | 5     | 428     | 3           |
| Amine Gouiri   | Francia    | 5     | 245     | 2           |
| Sergio Gómez   | España     | 4     | 585     | 2           |
| Keito Nakamura | Japón      | 4     | 240     | 1           |

## Premios y reconocimientos

### Balón de Oro
El Balón de Oro es para el mejor futbolista del torneo. 
| Premio          |                 | Jugador        | Selección  |
| --------------- | --------------- | -------------- | ---------- |
| Balón de Oro    | Balón de Oro    | Phil Foden     | Inglaterra |
| Balón de Plata  | Balón de Plata  | Sergio Gómez   | España     |
| Balón de Bronce | Balón de Bronce | Rhian Brewster | Inglaterra |

### Bota de Oro
La Bota de Oro es para el goleador del torneo.
| Premio         |                | Jugador         | Selección  | Goles |
| -------------- | -------------- | --------------- | ---------- | ----- |
| Bota de Oro    | Bota de Oro    | Rhian Brewster  | Inglaterra | 8     |
| Bota de Plata  |                | Lassana N'Diaye | Malí       | 6     |
| Bota de Bronce | Bota de Bronce | Abel Ruiz       | España     | 6     |

### Guante de Oro
El Guante de Oro es para el mejor arquero del torneo.
| Premio        |               | Jugador        | Selección |
| ------------- | ------------- | -------------- | --------- |
| Guante de Oro | Guante de Oro | Gabriel Brazão | Brasil    |

### Premio Fair Play
El Premio Fair Play de la FIFA distinguirá al equipo con el mejor registro disciplinario de la competición. 
| Selección |
| Brasil    |
| --------- |